# Café des Chiens Blancs
Le café des Chiens blancs est un café du XIXe siècle situé à Laignes dans le département français de la Côte-d'Or.

## Localisation
L'établissement se trouve sur la place Maison Monsieur à Laignes (Côte-d'Or).

## Histoire
Débit de boissons de style néo-gothique de la 2e moitié du XIXe siècle, l’édifice est partiellement inscrit aux Monuments historiques par arrêté du 19 janvier 1995.
En 2003, la commune rachète le café, fermé depuis une vingtaine d’années, et le transforme en bibliothèque municipale, ouverte en 2008.

## Architecture
L’établissement avec façade à larges baies en rez-de-chaussée comporte un étage surmonté de combles. Le bâti est en moellon calcaire et enduit. Le toit est couvert en ardoises.
Le riche décor stuqué de la façade est composé d’angelots symbolisant les saisons, d’ornements végétaux et de figurines de chiens soutenant un balcon au-dessus de l'entrée.